# Lübs (Saksen-Anhalt)
Lübs is een voormalige gemeente in de Duitse deelstaat Saksen-Anhalt, en maakt deel uit van de gemeente Gommern in het district Jerichower Land.
Lübs telt 404 inwoners.